# Histiotus magellanicus
Histiotus magellanicus — вид ссавців родини лиликових.

## Проживання, поведінка
Країна поширення: Аргентина, Чилі. Знайдений в лісах.

## Загрози та охорона
Руйнування середовища проживання є проблемою. 